# Adam Zajíček
Adam Zajíček (Praga, 25 de febrero de 1993) es un jugador profesional de voleibol checo, juego de posición central. Desde la temporada 2017/2018, el juega en el equipo VK Kladno.

## Palmarés

### Clubes
Copa de la República Checa:
- 2014, 2016[1]

Campeonato de la República Checa:
- 2015, 2016[2]
- 2014, 2018
- 2017

### Selección nacional
Liga Europea:
- 2018
- 2013